# Прапор Жмеринського району
Пра́пор Жме́ринського райо́ну — офіційний символ Жмеринського району Вінницької області, затверджений рішенням 17 сесії Жмеринської районної ради 5 скликання від 24 вересня 2008 року «Про затвердження Положення про зміст, опис та порядок використання символіки Жмеринського району Вінницької області». Автор проекту прапора  — Андрій Гречило.

## Опис
Прапор зі співвідношенням сторін 2:3 виглядає так: прямокутне жовте полотнище, на якому пурпуровий косий хрест (стійки завширшки 1/6 ширини прапора), у центрі — синій щиток, в якому золоте усміхнене 16-променеве сонце (висота щитка рівна 1/2 ширини прапора).

## Значення
Косий хрест уособлює розташування району на перехресті важливих транспортних шляхів.
Сонце є символом життя й тепла, а також воно є елементом сучасного герба області й історичного Поділля та підкреслює приналежність району до цього регіону.
Жовтий колір характеризує сільськогосподарський профіль, є символом щедрості й добробуту, а пурпуровий — уособлює помірність та щедрість району.